# Manchester City Football Club 2016-2017
Questa pagina raccoglie i dati riguardanti il Manchester City Football Club nelle competizioni ufficiali della stagione 2016-2017.

## Stagione
La stagione 2016-2017 è la ventesima, disputata dal Manchester City, in Premier League e l'ottantottesima nella massima serie del calcio inglese. Come nuovo allenatore, al posto di Manuel Pellegrini viene scelto il pluridecorato Pep Guardiola, reduce dall'esperienza al Bayern Monaco, ingaggiato dal club inglese agli inizi di febbraio, ma in carica solo da giugno. Parallelamente ad un gran sfoltimento di rosa, lo spagnolo riesce a guidare anche importanti operazioni di mercato, quali gli acquisti a titolo definitivo del turco Gündoğan dal Borussia Dortmund, lo spagnolo Nolito dal Celta Vigo, il cileno Bravo dal Barcellona, l'inglese Stones dall'Everton, il tedesco Sané dallo Schalke 04 e il brasiliano Gabriel Jesus dal Palmeiras (squadra in cui quest'ultimo rimarrà in prestito fino a gennaio 2017 per poi approdare ai Citizens durante la sessione di mercato invernale).
La stagione di Premier League inizia nel migliore dei modi per il team di Guardiola, che ottiene una striscia di sei vittorie consecutive iniziali, mantenendo saldamente la prima posizione fino alla decima giornata, nonostante una sconfitta e due pareggi. Prima il Chelsea di Conte, poi il Leicester City di Ranieri creano diversi problemi al Manchester City, che crolla in quarta posizione, recuperando due posti con la vittoria sull'Arsenal di Wenger. Al termine del campionato i Citizens si piazzano al terzo posto con 78 punti, alle spalle del Tottenham secondo (86 punti) e del Chelsea campione d'Inghilterra (93 punti), centrando così la qualificazione alla fase a gironi della UEFA Champions League 2017-2018.
In Champions League, il club di Guardiola, superato lo Steaua Bucarest ai preliminari di andata e ritorno, capita nello stesso girone di Borussia Mönchengladbach, Celtic e Barcelona (team dove Guardiola aveva giocato ed allenato). Pur non rendendosi protagonista di un'ottima fase a gironi (si segnalano le vittorie casalinghe su Borussia e Barcelona, ma anche una disfatta esterna al Camp Nou e pareggi rocamboleschi), riesce a classificarsi seconda nel girone, passando di diritto alla fase successiva del torneo, gli ottavi di finale, dove viene abbinata al Monaco, da cui è eliminato.
In Coppa di Lega la squadra vince il match contro lo Swansea, per poi essere eliminata dai futuri vincitori del Manchester United nel quarto turno.
In FA Cup i Citizens esordiscono nel terzo turno, sconfiggendo in trasferta il West Ham Utd con un sonoro 0-5. Nel turno successivo il City elimina il Crystal Palace, vincendo 0-2 in casa loro. Nel quinto turno gli Sky Blues pareggiano a sorpresa contro l'Huddersfield (0-0 in trasferta) per poi aggiudicarsi il passaggio ai quarti di finale imponendosi nettamente nel replay della gara (5-1 in casa). Nei quarti la squadra di Guardiola ha la meglio sul Middlesbrough, battendoli 0-2 fuori casa. In semifinale i Citizens vengono sconfitti per 2-1 dopo i tempi supplementari dall'Arsenal (poi futuri vincitori della coppa), abbandonando così la competizione ad un passo dalla finale.

## Maglie e sponsor
Confermata Nike come sponsor tecnico. Lo sponsor ufficiale rimane Etihad Airways.
| Casa | Trasferta | Terza divisa |

## Rosa
Rosa, numerazione e ruoli, tratti dal sito ufficiale, sono aggiornati al 1º settembre 2016.
| N. |                        | Ruolo | Calciatore                 |
| -- | ---------------------- | ----- | -------------------------- |
| 1  | Cile (bandiera)        | P     | Claudio Bravo              |
| 3  | Francia (bandiera)     | D     | Bacary Sagna               |
| 4  | Belgio (bandiera)      | D     | Vincent Kompany (capitano) |
| 5  | Argentina (bandiera)   | D     | Pablo Zabaleta             |
| 6  | Brasile (bandiera)     | C     | Fernando                   |
| 7  | Inghilterra (bandiera) | A     | Raheem Sterling            |
| 8  | Germania (bandiera)    | C     | İlkay Gündoğan             |
| 9  | Spagna (bandiera)      | A     | Nolito                     |
| 10 | Argentina (bandiera)   | A     | Sergio Agüero              |
| 11 | Serbia (bandiera)      | D     | Aleksandar Kolarov         |
| 13 | Argentina (bandiera)   | P     | Wilfredo Caballero         |
| 15 | Spagna (bandiera)      | C     | Jesús Navas                |
| 17 | Belgio (bandiera)      | C     | Kevin De Bruyne            |

| N. |                           | Ruolo | Calciatore        |
| -- | ------------------------- | ----- | ----------------- |
| 18 | Inghilterra (bandiera)    | C     | Fabian Delph      |
| 19 | Germania (bandiera)       | C     | Leroy Sané        |
| 21 | Spagna (bandiera)         | C     | David Silva       |
| 22 | Francia (bandiera)        | D     | Gaël Clichy       |
| 24 | Inghilterra (bandiera)    | D     | John Stones       |
| 25 | Brasile (bandiera)        | C     | Fernandinho       |
| 30 | Argentina (bandiera)      | D     | Nicolás Otamendi  |
| 42 | Costa d'Avorio (bandiera) | C     | Yaya Touré        |
| 50 | Spagna (bandiera)         | D     | Pablo Maffeo      |
| 53 | Inghilterra (bandiera)    | D     | Tosin Adarabioyo  |
| 54 | Inghilterra (bandiera)    | P     | Angus Gunn        |
| 69 | Spagna (bandiera)         | D     | Angeliño          |
| 72 | Nigeria (bandiera)        | A     | Kelechi Iheanacho |

## Calciomercato

### Sessione estiva(dall'1/7 all'1/9)
| Acquisti         | Acquisti           | Acquisti          | Acquisti                |
| R.               | Nome               | da                | Modalità                |
| ---------------- | ------------------ | ----------------- | ----------------------- |
| P                | Claudio Bravo      | Barcellona        | definitivo (20 mln €)   |
| D                | John Stones        | Everton           | definitivo (55,6 mln €) |
| C                | İlkay Gündoğan     | Borussia Dortmund | definitivo (27 mln €)   |
| C                | Oleksandr Zinčenko | Ufa               | definitivo (2 mln €)    |
| A                | Gabriel Jesus      | Palmeiras         | definitivo (32 mln €)   |
| A                | Marlos Moreno      | Atlético Nacional | definitivo (5,50 mln €) |
| A                | Nolito             | Celta Vigo        | definitivo (18 mln €)   |
| A                | Leroy Sané         | Schalke 04        | definitivo (50 mln €)   |
| Altre operazioni |                    |                   |                         |
| R.               | Nome               | da                | Modalità                |
| P                | Gerónimo Rulli     | Dep. Maldonado    | definitivo (4,7 mln €)  |
| D                | Jason Denayer      | Galatasaray       | fine prestito           |
| D                | Florian Lejeune    | Girona            | fine prestito           |
| D                | Pablo Marí         | Gimnàstic         | definitivo              |
| C                | Aaron Mooy         | Melbourne City    | definitivo              |
| C                | Patrick Roberts    | Celtic            | fine prestito           |
| C                | Bruno Zuculini     | AEK Atene         | fine prestito           |
| A                | Rubén Sobrino      | Girona            | fine prestito           |
| A                | Enes Ünal          | NAC Breda         | fine prestito           |

| Cessioni         | Cessioni           | Cessioni            | Cessioni               |
| R.               | Nome               | a                   | Modalità               |
| ---------------- | ------------------ | ------------------- | ---------------------- |
| P                | Joe Hart           | Torino              | prestito               |
| P                | Richard Wright     |                     | svincolato             |
| D                | Martín Demichelis  |                     | svincolato             |
| D                | Eliaquim Mangala   | Valencia            | prestito               |
| C                | Bersant Celina     | Twente              | prestito               |
| C                | Samir Nasri        | Siviglia            | prestito               |
| C                | Oleksandr Zinčenko | PSV                 | prestito               |
| A                | Wilfried Bony      | Stoke City          | prestito               |
| A                | Edin Džeko         | Roma                | riscatto (11 mln €)    |
| A                | Gabriel Jesus      | Palmeiras           | prestito               |
| A                | Marlos Moreno      | Deportivo La Coruña | prestito               |
| Altre operazioni |                    |                     |                        |
| R.               | Nome               | a                   | Modalità               |
| P                | Gerónimo Rulli     | Real Sociedad       | definitivo (7 mln €)   |
| D                | Jason Denayer      | Sunderland          | prestito               |
| D                | Florian Lejeune    | Eibar               | definitivo (1,5 mln €) |
| D                | Pablo Marí         | Girona              | prestito               |
| C                | Luke Brattan       | Melbourne City      | prestito               |
| C                | Aaron Mooy         | Huddersfield Town   | prestito               |
| C                | Bruno Zuculini     | Rayo Vallecano      | prestito               |
| A                | Rubén Sobrino      | Alavés              | prestito               |
| A                | Enes Ünal          | Twente              | prestito               |

### Sessione invernale(dal 4/1 all'1/2)
| Acquisti | Acquisti      | Acquisti  | Acquisti      |
| R.       | Nome          | da        | Modalità      |
| -------- | ------------- | --------- | ------------- |
| A        | Gabriel Jesus | Palmeiras | fine prestito |

| Cessioni | Cessioni | Cessioni | Cessioni |
| R.       | Nome     | a        | Modalità |
| -------- | -------- | -------- | -------- |

## Risultati

### Premier League
| Arbitro: | Madley |

|                                    |           |           |
| Agüero 4’ (rig.) McNair 87’ (aut.) | Marcatori | 71’ Defoe |

| Arbitro: | Dean |

|                  |           |                                          |
| Bojan 49’ (rig.) | Marcatori | 27’ (rig.), 36’ Agüero 86’, 90+5’ Nolito |

| Arbitro: | Marriner |

|                                    |           |             |
| Sterling 7’, 90+2’ Fernandinho 18’ | Marcatori | 58’ Antonio |

| Arbitro: | Clattenburg |

|                 |           |                             |
| Ibrahimović 42’ | Marcatori | 15’ De Bruyne 36’ Iheanacho |

| Arbitro: | Moss |

|                                                       |           |  |
| De Bruyne 15’ Iheanacho 25’ Sterling 48’ Gündoğan 66’ | Marcatori |  |

| Arbitro: | Swarbrick |

|              |           |                                    |
| Llorente 13’ | Marcatori | 9’, 65’ (rig.) Agüero 77’ Sterling |

| Arbitro: | Marriner |

|                            |           |  |
| Kolarov 9’ (aut.) Alli 37’ | Marcatori |  |

| Arbitro: | Oliver |

|            |           |            |
| Nolito 72’ | Marcatori | 64’ Lukaku |

| Arbitro: | Clattenburg |

|               |           |                   |
| Iheanacho 55’ | Marcatori | 9’ (aut.) Redmond |

| Arbitro: | Mason |

|  |           |                                 |
|  | Marcatori | 19’ 28’ Agüero 79’ 90’ Gundogan |

| Arbitro: | Friend |

|            |           |               |
| Agüero 43’ | Marcatori | 90+1’ de Roon |

| Arbitro: | Madley |

|             |           |                    |
| Wickham 66’ | Marcatori | 39’ 83’ Yaya Touré |

| Arbitro: | Marriner |

|                 |           |                |
| Dean Marney 14’ | Marcatori | 37’ 60’ Agüero |

| Arbitro: | Taylor |

|                   |           |                                        |
| Cahill 45’ (aut.) | Marcatori | 60’ Diego Costa 70’ Willian 90’ Hazard |

| Arbitro: | Oliver |

|                          |           |                        |
| Vardy 3’ 20’ 79’ King 5’ | Marcatori | 82’ Kolarov 90’ Nolito |

| Arbitro: | Friend |

|                        |           |  |
| Zabaleta 33’ Silva 86’ | Marcatori |  |

| Arbitro: | Atkinson |

|                       |           |                 |
| Sané 47’ Sterling 71’ | Marcatori | 5’ Theo Walcott |

### Football League Cup
| Arbitro: | Keith Stroud (Inghilterra) |

|                  |           |                         |
| Sigurdsson 90+3’ | Marcatori | 49’Clichy 64’ A. Garcia |

### UEFA Champions League

#### Play-off
| Arbitro: | Orsato |

|  |           |                                           |
|  | Marcatori | 13’ Silva 41’, 78’, 89’ Agüero 49’ Nolito |

| Arbitro: | Gil |

|           |           |  |
| Delph 56’ | Marcatori |  |

#### Fase a gironi
| Arbitro: | Kuipers |

|                                            |           |  |
| Agüero 9’, 28’ (rig.), 77’ Iheanacho 90+1’ | Marcatori |  |

| Arbitro: | Rizzoli |

|                                    |           |                                         |
| Dembélé 3’ 47’ Sterling 20’ (aut.) | Marcatori | 12’ Fernandinho 28’ Sterling 55’ Nolito |

| Arbitro: | Mazic |

|                              |           |  |
| Messi 17’ 61’ 69’ Neymar 89’ | Marcatori |  |

| Arbitro: | Kassai |

|                                |           |           |
| Gundogan 39’ 74’ De Bruyne 51’ | Marcatori | 21’ Messi |

| Arbitro: | Cakir |

|             |           |                   |
| Raffael 23’ | Marcatori | 45+1’ David Silva |

| Arbitro: | Vincic |

|              |           |            |
| Iheanacho 8’ | Marcatori | 4’ Roberts |

#### Fase a eliminazione diretta
| Arbitro: | Lahoz |

|                                                  |           |                            |
| Sterling 28’ Agüero 58’, 71’ Stones 77’ Sané 82’ | Marcatori | 32’, 61’ Falcao 40’ Mbappé |

| Arbitro: | Rocchi |

|                                    |           |          |
| Mbappé 8’ Fabinho 29’ Bakayoko 77’ | Marcatori | 71’ Sané |

## Statistiche

### Statistiche di squadra
Statistiche aggiornate a luglio 2016 
| Competizione     | Punti        | In casa | In casa | In casa | In casa | In casa | In casa | In trasferta | In trasferta | In trasferta | In trasferta | In trasferta | In trasferta | Totale | Totale | Totale | Totale | Totale | Totale | Totale |
| Competizione     | Punti        | G       | V       | N       | P       | Gf      | Gs      | G            | V            | N            | P            | Gf           | Gs           | G      | V      | N      | P      | Gf     | Gs     | Dr     |
| ---------------- | ------------ | ------- | ------- | ------- | ------- | ------- | ------- | ------------ | ------------ | ------------ | ------------ | ------------ | ------------ | ------ | ------ | ------ | ------ | ------ | ------ | ------ |
| Premier League   | 78           | 19      | 11      | 7       | 1       | 37      | 17      | 19           | 12           | 2            | 5            | 43           | 22           | 38     | 23     | 9      | 6      | 80     | 39     | +41    |
| FA Cup           | semifinale   | 1       | 1       | 0       | 0       | 5       | 1       | 5            | 3            | 1            | 1            | 11           | 2            | 6      | 4      | 1      | 1      | 16     | 3      | +13    |
| League Cup       | quarto turno | 0       | 0       | 0       | 0       | 0       | 0       | 2            | 1            | 0            | 1            | 2            | 2            | 2      | 1      | 0      | 1      | 2      | 2      | 0      |
| Champions League | 9            | 5       | 4       | 1       | 0       | 15      | 5       | 5            | 1            | 2            | 2            | 10           | 12           | 10     | 5      | 3      | 2      | 24     | 16     | +8     |
| Totale           | 87           | 25      | 16      | 8       | 1       | 57      | 23      | 31           | 17           | 5            | 9            | 66           | 38           | 56     | 33     | 13     | 10     | 122    | 60     | +72    |

### Andamento in campionato
| Giornata  | 1 | 2 | 3 | 4 | 5 | 6 | 7 | 8 | 9 | 10 | 11 | 12 | 13 | 14 | 15 | 16 | 17 | 18 | 19 | 20 | 21 | 22 | 23 | 24 | 25 | 26 | 27 | 28 | 29 | 30 | 31 | 32 | 33 | 34 | 35 | 36 | 37 | 38 |
| --------- | - | - | - | - | - | - | - | - | - | -- | -- | -- | -- | -- | -- | -- | -- | -- | -- | -- | -- | -- | -- | -- | -- | -- | -- | -- | -- | -- | -- | -- | -- | -- | -- | -- | -- | -- |
| Luogo     | C | T | C | T | C | T | T | C | C | T  | C  | T  | T  | C  | T  | C  | C  | T  | T  | C  | T  | C  | T  | C  | T  | C  | T  | C  | C  | T  | T  | C  | T  | C  | T  | C  | C  | T  |
| Risultato | V | V | V | V | V | V | P | N | N | V  | N  | V  | V  | P  | P  | V  | V  | V  | P  | V  | P  | N  | V  | V  | V  | V  | N  | N  | N  | P  | V  | V  | N  | N  | V  | V  | V  | V  |
| Posizione | 5 | 1 | 1 | 1 | 1 | 1 | 1 | 1 | 1 | 1  | 2  | 2  | 3  | 4  | 4  | 4  | 2  | 2  | 3  | 3  | 5  | 5  | 5  | 3  | 2  | 3  | 3  | 3  | 4  | 4  | 4  | 4  | 4  | 4  | 3  | 3  | 3  | 3  |

Fonte:  Premier League – Classifiche, su sport.sky.it, sport.sky.it (archiviato dall'url originale il 5 gennaio 2016).
Legenda:

Luogo: C = Casa; T = Trasferta. Risultato: V = Vittoria; N = Pareggio; P = Sconfitta.